# Mitologia fidżyjska
Mitologia fidżyjska – zespół wierzeń wyznawanych przez rdzennych mieszkańców wysp Fidżi. Najważniejszym bogiem mitologii fidżyjskiej a zarazem twórcą i władcą Fidżi jest Degei, ukazany pod postacią węża. Ocenia on dusze zmarłych, które po śmierci przechodzą przez dwie jaskinie Cibaciba i Drakulu prowadzące do świata umarłych. Dobre dusze wrzuca do raju zwanego Burotu, pozostałe za karę wrzucane są do jeziora Murimuria, na którego dnie oczekują na bycie wynagrodzonym lub ukaranym.